# بين إيديك (فلم)
بين إيديك هو فيلم مصري عرض عام 1960، بطولة ماجدة وشكري سرحان، ومن إخراج يوسف شاهين.

## قصة الفيلم
تدور الأحداث بإحدى الأسر الراقية، والتي تعاني من تعثر أحوالها المادية، وتديرها برلنتي هانم بأسلوب متسلط، من بين أفراد الاسرة الفتاة آمال، والتي ينفق عمها مدبولي الجزار على الأسرة، ليقع رجب النجار في حبها، تشترط عليه برلنتي هانم إكمال تعليمه ليتزوج آمال، وتتصاعد الأحداث.

## طاقم التمثيل
- ماجدة: (آمال)
- شكري سرحان: (رجب)
- علوية جميل: (برلنتي أعظمهم)
- زينات صدقي: (أنيسة)
- عبد الفتاح القصري: (مدبولي أبو عظمة)
- نعيمة وصفي: (أمجاد)
- قسمت شيرين: (راوية)
- وحيد كريم: (أحد الأبناء)
- إبراهيم نجم: (حسين)
- محمد أباظة: (فوزي)
- سيد العربي
- سمير خليل: (كمال)
- يوسف جمول
- عبد المنعم إسماعيل: (المراكبي)
- عبد الغني النجدي: (صعيدي تائه)
- جلال عيسى: (عثمان)
- عزيز ناصر: (طفل)
- فتحية شاهين: (نعيمة)
- محمد صبيح: (من عصابة الخطف)
- محسن حسنين: (من عصابة الخطف)
- جمعة إدريس: (عبده)
- جورج يوردانيدس: (موظف الهيلتون)
- عبد النبي محمد: (مدرس)
- محمد شبل: (طفل)
- رشاد حامد: (ضابط)
- مطاوع عويس: (من المدبح)

## فريق العمل
- إخراج: يوسف شاهين
- قصة: مصطفى محمود
- سيناريو: وجيه نجيب
- حوار: سمير خليل
- مدير التصوير: أحمد خورشيد
- مونتاج: شوشو
- إنتاج: صادق ويصا
- توزيع: أفلام الشرق